# Meadow Lakes
Meadow Lakes é uma Região censo-designada localizada no estado americano de Alasca, no Distrito de Matanuska-Susitna.

## Demografia
Segundo o censo americano de 2000, a sua população era de 4819 habitantes.

## Geografia
De acordo com o United States Census Bureau, a localidade tem uma área de 181,2 km², dos quais 173,4 km² cobertos por terra e 7,8 km² cobertos por água.

## Localidades na vizinhança
O diagrama seguinte representa as localidades num raio de 24 km ao redor de Meadow Lakes.